# Super 8 Blanche
Super 8 Blanche  is een Belgisch bier. Het bier wordt gebrouwen door Brouwerij Haacht te Boortmeerbeek. Het is een witbier met een alcoholpercentage van 5,1% en is verkrijgbaar in flesjes van 25cl.

## Achtergrond
Super 8 Blanche werd gelanceerd in de zomer van 2017, als onderdeel van een breder gamma "Super 8"-bieren en ter vervanging van White by Mystic. Super 8 Blanche is een meergranenbier.
White by Mystic kwam begin mei 2011 op de markt ter vervanging van Witbier Haacht dat het niet goed meer deed. White by Mystic werd gedronken uit een boerke (pilsbierglas) met de verticale opdruk “White”.